# Fernando Puche
Pour les articles homonymes, voir Puche (homonymie).
 (septembre 2024).
La mise en forme du texte ne suit pas les recommandations de Wikipédia : il faut le « wikifier ».
Les points d'amélioration suivants sont les cas les plus fréquents. Le détail des points à revoir est peut-être précisé sur la page de discussion.
- Les titres sont pré-formatés par le logiciel. Ils ne sont ni en capitales, ni en gras.
- Le texte ne doit pas être écrit en capitales (les noms de famille non plus), ni en gras, ni en italique, ni en « petit »…
- Le gras n'est utilisé que pour surligner le titre de l'article dans l'introduction, une seule fois.
- L'italique est rarement utilisé : mots en langue étrangère, titres d'œuvres, noms de bateaux, etc.
- Les citations ne sont pas en italique mais en corps de texte normal. Elles sont entourées par des guillemets français : « et ».
- Les listes à puces sont à éviter, des paragraphes rédigés étant largement préférés. Les tableaux sont à réserver à la présentation de données structurées (résultats, etc.).
- Les appels de note de bas de page (petits chiffres en exposant, introduits par l'outil «  Source ») sont à placer entre la fin de phrase et le point final[comme ça].
- Les liens internes (vers d'autres articles de Wikipédia) sont à choisir avec parcimonie. Créez des liens vers des articles approfondissant le sujet. Les termes génériques sans rapport avec le sujet sont à éviter, ainsi que les répétitions de liens vers un même terme.
- Les liens externes sont à placer uniquement dans une section « Liens externes », à la fin de l'article. Ces liens sont à choisir avec parcimonie suivant les règles définies. Si un lien sert de source à l'article, son insertion dans le texte est à faire par les notes de bas de page.
- La présentation des références doit suivre les conventions bibliographiques. Il est recommandé d'utiliser les modèles {{Ouvrage}}, {{Chapitre}}, {{Article}}, {{Lien web}} et/ou {{Bibliographie}}. Le mode d'édition visuel peut mettre en forme automatiquement les références.
- Insérer une infobox (cadre d'informations à droite) n'est pas obligatoire pour parachever la mise en page.

Pour une aide détaillée, merci de consulter Aide:Wikification.
Si vous pensez que ces points ont été résolus, vous pouvez retirer ce bandeau et améliorer la mise en forme d'un autre article.
Fernando Puche Doña, né le 2 septembre 1946 à Malaga et mort le 14 septembre 2024 dans la même ville, est un homme d'affaires espagnol.

## Biographie
Fernando Puche naît le 2 septembre 1946 dans le quartier de Huelín à Malaga, dans une famille modeste. Il est baptisé dans l'ancienne église du quartier, près de l'endroit où se trouve aujourd'hui « Mario y Eva ». 
Très jeune, il est inscrit à l'école Ave María, mais il n'y reste que peu de temps. À l'âge de cinq ans, sa mère meurt et la famille déménage à Trinidad. Il y poursuit ses études élémentaires à l'école du couloir Natera, bien qu'il doive les interrompre pour commencer à laver les verres dans le bar de son père, Casa Puche, situé dans la rue Zamorano. « Je regrettais de ne pas pouvoir continuer mes études, car j'étais un bon élève. J'ai même obtenu un A en mathématiques. Mon université a été la rue », précise-t-il.
Il retourne vivre à Huelin et trouve un emploi à la Casa Moreno, un modeste restaurant de la Plaza de Arriola qui sert des repas aux personnes venant des villages — les bus s'arrêtaient à Hoyo de Esparteros à l'époque. Il commence comme serveur et finit par devenir gérant alors qu'il n'a que 17 ans.
À l'âge de 24 ans, il épouse Victoria et avec elle il a quatre enfants : Fernando, María Victoria, Francisco et María Dolores, qui lui donne trois petits-enfants.
Homme d'affaires dans le secteur du transport maritime, il investit également dans les secteurs de l'hôtellerie et de l'immobilier.
Il est président du club de football Málaga Club de Fútbol entre 1997 et 2001. En moins de deux ans à la tête du club, il réussit à sauver l'équipe de la deuxième division.

### Arrestation pour fraude fiscale
En 1999 il est arrêté pour fraude fiscale présumée qui pourrait atteindre 2 500 millions de pesetas, comme le confirme des sources de la subdélégation du gouvernement à Malaga. Selon ces sources, l'arrestation est le résultat d'une opération lancée il y a environ un an par la police nationale, qui a enquêté sur la vente présumée de tabac hors taxes dans la péninsule par l'homme d'affaires. Il est accusé de fraude fiscale, de faux documents, de fausse comptabilité et de blanchiment d'argent, est propriétaire d'une société qui porte son nom et avec laquelle il travaille comme consignataire de navires, fournissant des aliments et du tabac aux différents cargos qui arrivent au port de Malaga. Grâce à cette activité, Puche est autorisé à acheter du tabac à l'étranger sans payer de taxes, destiné exclusivement à l'approvisionnement des navires. Or, selon les sources consultées, ce tabac aurait été vendu dans toute la péninsule, dans le cadre d'une fraude fiscale estimée à quelque 2,5 milliards de pesetas.
Il échappe à la prison avec une caution de 30 millions de pesetas. Après de nombreuses enquêtes, de nombreux passages devant les tribunaux et de nombreuses explications, le temps prouve son innocence : l'Audiencia Nacional l'acquitte des crimes dont il est accusé, mais le mal est fait. « Personne ne sait ce que j'ai souffert. Après la mort de mon père et de ma mère, c'est le plus grand revers que j'ai reçu dans ma vie », commente-t-il laconiquement.
L'homme d'affaires est reconnu coupable de contrebande en 2010 et est condamné à payer une responsabilité civile de 16,6 millions d'euros ; alors qu'il les paye, une nouvelle condamnation est prononcée en 2019.

### Mort
Fernando Puche meurt à l’âge de 78 ans le 14 septembre 2024 à Malaga.